# Fort Phil Kearny
Fort Phil Kearny era un avamposto militare situato nella regione del fiume Powder, sulla sponda occidentale del torrente Little Piney, ai piedi dei Monti Bighorn (Wyoming) in un'area che allora era in pieno territorio indiano. Il forte porta il nome del generale Philip Kearny, un ufficiale che acquisì rinomanza durante la guerra contro il Messico e, soprattutto, nella guerra civile americana.
Fort Phil Kearny era uno dei tre forti costruiti lungo il Bozeman Trail dal colonnello Henry B. Carrington quando l'Esercito degli Stati Uniti si spostò a nord. Lo scopo era quello di proteggere dagli attacchi degli indiani delle pianure i cercatori d'oro e le carovane di coloni che si spostavano lungo la pericolosa Pista Bozeman. Gli altri due avamposti erano Fort Reno (Wyoming), a sud sull’alto corso del Powder River, e Fort C. F. Smith, a nord sul fiume Bighorn (Montana), anch'essi nella regione del Powder River.
La costruzione del forte iniziò a metà del mese di luglio del 1866 e i soldati del colonnello Carrington impiegarono circa cinque mesi per completare l’enorme struttura che era la più grande e la più poderosa delle tre fortificazioni realizzate lungo la pista Bozeman. «La migliore struttura che io abbia mai visto, tranne una nell'America britannica, costruita dalla Hudson Bay Company» questo fu il lusinghiero commento del generale William B. Hazen quando visitò il forte nell'autunno del 1866.
Il perimetro del forte, che aveva forma trapezoidale, era delimitato da una palizzata di tronchi d’albero alta 2 metri e mezzo e lunga circa 1200 metri, all’interno della quale c’erano gli acquartieramenti dei soldati, gli alloggi per i civili, gli uffici, i magazzini, l’armeria, le stalle, insomma tutto quanto era necessario per la vita e la salvaguardia degli oltre mille tra militari e civili che normalmente facevano base nel forte.

## La guerra di Nuvola Rossa
Già dai primi giorni in cui gli uomini di Carrington cominciarono a realizzare il perimetro del forte essi furono oggetto degli attacchi dei guerrieri di Nuvola Rossa che mal digerivano la presenza delle giacche blu nel loro territorio. Si trattava in genere di piccole azioni di disurbo che continuarono incessantemente per tutto il periodo in cui il forte fu costruito. Agli inizi di dicembre di quell’anno, i soldati che erano usciti dal forte per rifornirsi di legna dovettero subire il tentativo più consistente da parte degli indiani che cercarono di attirarli in un'imboscata. Gli assalti da parte di guerrieri Lakota Sioux e Cheyenne a quello che essi chiamavano ’odiato posto sul Little Piney’ si riproposero poi con cadenza quasi quotidiana e praticamente tennero quella postazione sotto un assedio costante.
A parte queste continue schermaglie di piccola entità, durante la sua breve esistenza di soli due anni, il forte fu teatro di due eventi di maggiore rilevanza che si svolsero nell’area circostante: la Battaglia di Fetterman e la Battaglia dei cassoni dei carri (Wagon Box Fight), episodi che si inquadrano in quella che è ricordata come la Guerra di Nuvola Rossa.

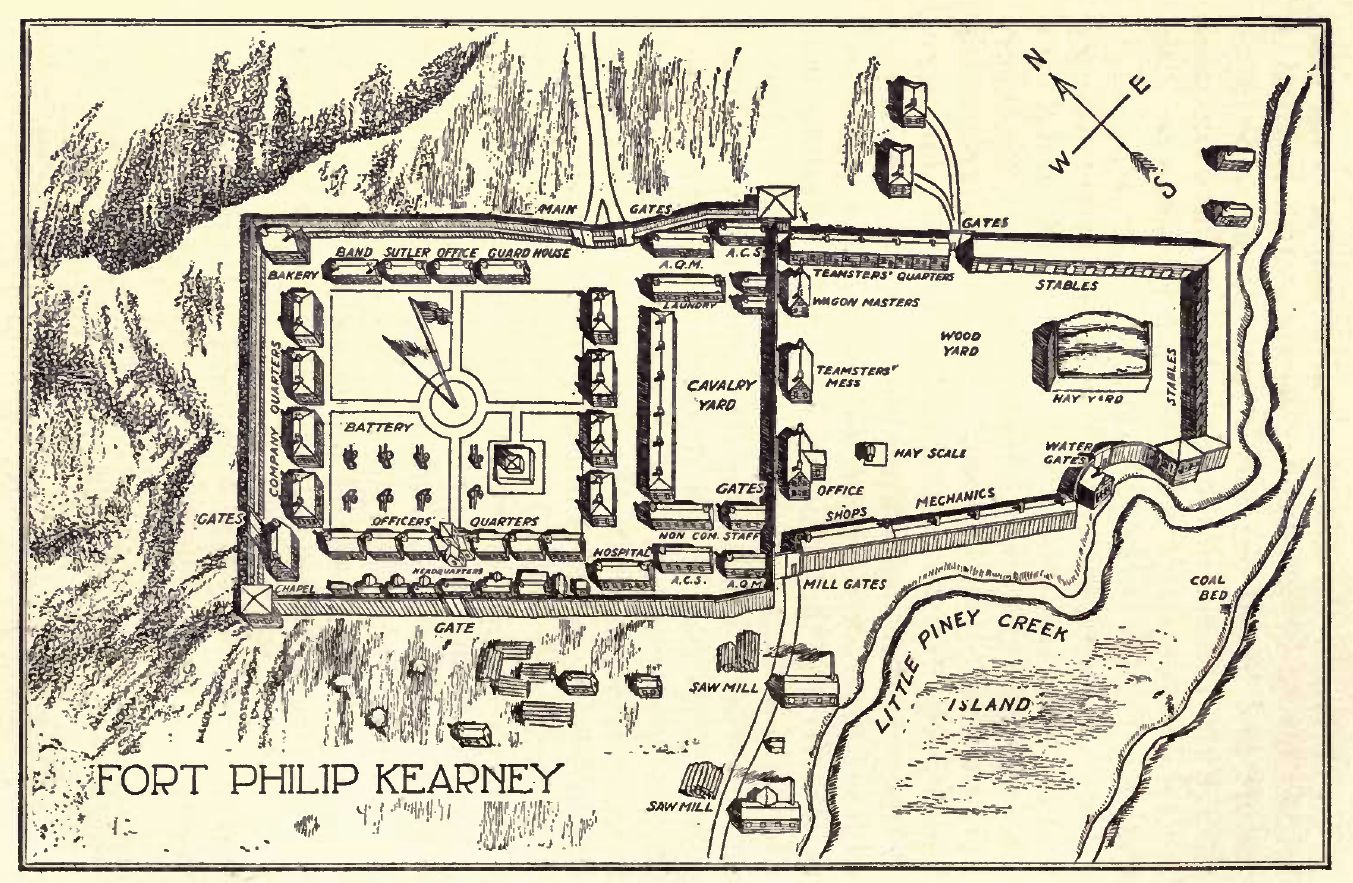
Illustrazione con la pianta del forte tratta dal libro Indian Fights and Fighters (1904)

La battaglia di Fetterman ebbe luogo il 21 dicembre 1866 quando il capitano William J. Fetterman e il suo contingente furono attirati da Cavallo Pazzo e dal suo gruppo di uomini-esca in una trappola a nord del forte e fuori dalla sua vista. La tragica conclusione fu che il capitano Fetterman e tutti gli 80 uomini del suo contingente furono uccisi dai guerrieri Oglala Sioux, Cheyenne e Arapaho che avevano preparato l’imboscata.
L’estate successiva e nello stesso scenario, ci fu la Battaglia dei cassoni dei carri anche questa volta con il gruppetto di uomini-esca guidati da Cavallo Pazzo che cercarono di attrarre in un agguato un gruppo di soldati-boscaioli che agivano qualche chilometro fuori dal forte. La cosa, però, non riuscì per la pronta e determinata reazione dei soldati che usando i nuovi fucili a retrocarica Springfield Model 1866 riuscirono a respingere le ondate successive di attacchi indiani fino a quando non arrivarono i rinforzi dal forte.
Dopo la firma del Trattato di Fort Laramie del 1868 e con il completamento della Union Pacific Railroad che dall’Idaho permetteva di raggiungere i campi auriferi del Montana, tutti i forti situati lungo il Bozeman Trail, che era diventato obsoleto, furono abbandonati dai soldati e subito dopo furono bruciati dagli indiani.
Nel 1960 il forte fu designato come monumento storico nazionale e, sei anni dopo, venne incluso nel National Register of Historic Places (Registro nazionale dei luoghi storici). Oggi la struttura, che è stata parzialmente restaurata, e i siti periferici con i campi di battaglia di Fetterman e dei Cassoni dei carri sono inclusi in un’area denominata 'Sito storico di Fort Phil Kearny' (Fort Phil Kearny State Historic Site) all'interno del quale c’è un centro visitatori che ha il compito di custodirne e diffonderne la memoria storica.